# Index Award
O INDEX: Design to Improve Life Award, ou simplesmente INDEX Award, é uma premiação bienal que concede a maior premiação em dinheiro para projetos de design do mundo.
O prêmio, surgido em 2005, é dado pela ONG dinamarquesa Index:, e celebra exemplos de design que melhoram a qualidade de vida das pessoas.
O concurso é dividido em seis categorias - Corpo, Casa, Trabalho, Diversão (ou Lúdico), Comunidade e People's Choice - e os projetos são avaliados pelo seu potencial de inovação e por sua capacidade de causar mudanças efetivas na vida das pessoas.

## Vencedores
| Ano               | Categoria       | Vencedor(es) / (Nacionalidade) | Projeto                                                                              | Observação | Ref.  |
| ----------------- | --------------- | --- | ------------------------------------------------------------------------------------ | --- | ----- |
| INDEX Awards 2005 | Corpo           | Torben Vestergaard Frandsen, Rob Fleuren & Moshe Frommer | "LifeStraw",                                                                         | um canudo de plástico que limpa água contaminada para evitar doenças como a difteria, cólera, febre tifóide e diarréia se espalhe através da água potável.                                                                                                   | [ 5 ] |
| INDEX Awards 2005 | Casa            | Stephanie Forsythe & Todd MacAllen | "Softwall"                                                                           | uma parede 100% reciclável para gerar espaço pessoal em salas maiores. | [ 5 ] |
| INDEX Awards 2005 | Diversão/Lúdico | Apple | "iTunes"                                                                             | revolução no mundo da música e dos direitos autorais. | [ 5 ] |
| INDEX Awards 2005 | Comunidade      | Architecture for Humanity | "Siyathemba"                                                                         | um concurso para designers e architetos que visa incorporar o futebol ao mundo do AIDS | [ 5 ] |
| INDEX Awards 2005 | Trabalho        | Fundación Española para la Innovación de la Artesanía | "Observatorio Iberoamericano"                                                        | stragy, um sistema de rede projetada para ajudar mais de 40 milhões de artesãos da América Latina. | [ 5 ] |
| INDEX Awards 2005 | People’s Choice | Apple | "iTunes"                                                                             | revolução no mundo da música e dos direitos autorais. | [ 5 ] |
| INDEX Awards 2007 | Corpo           | Sébastien Dubois | "Mobility for Each One"                                                              | Prótese para os membros inferiores, produzida a baixo custo, destinada, sobretudo, às vitimas das minas terrestres. |       |
| INDEX Awards 2007 | Casa            | Alberto Meda Francisco Gomez Paz | "Solar Bottle"                                                                       | uma garrafa que é capaz de desinfectar água, evitando muitas doenças, usando a energia solar. |       |
| INDEX Awards 2007 | Diversão/Lúdico | Elon Musk, Presidente da Tesla Motors Tesla CEO Martin Eberhard Barney Hatt, designer principal da Lotus Design Studios                                                              | "Tesla Roadster"                                                                     | carro descapotável, 100% eléctrico, com zero emissões poluidoras e que é capaz de ir dos 0 aos 100 km/h em apenas 4 segundos. |       |
| INDEX Awards 2007 | Comunidade      | Rebecca Allen, Christopher Blizzard, V. Michael Bove, Yves Béhar, Walter Bender, Michail Bletsas, Mark Foster, Jacques Gagne, Mary Lou Jepsen, Nicholas Negroponte & Lisa Strausfeld | "One Laptop per Child"                                                               | computador portátil, produzido a preços baixo (cerca de $176), acessíveis às crianças pobres do terceiro mundo, promete tornar a aprendizagem mais divertida.                                                                                                |       |
| INDEX Awards 2007 | Trabalho        | Philip Greer, Lisa Stroux, Graeme Davies & Chris Huntley | "Tongue Sucker"                                                                      | objeto de emergência, simples, mas muito eficaz, que evita que uma vitima inconsciente engula a própria língua e sufoque, enquanto a ajuda médica não chega.                                                                                                 |       |
| INDEX Awards 2007 | People’s Choice | Hân Pham | "Antivirus"                                                                          | tampa especial, que pode tornar uma vulgar lata de refrigerante vazia num contentor improvisado para recolha de seringas usadas, ajudando a salvar muitas vidas. (Este projeto concorreu na categoria Corpo)                                                 |       |
| INDEX Awards 2009 | Corpo           | John Hutchinso | “The Freeplay Fetal Heart Rate Monitor”                                              | aparelho, que não necessita de energia, criado em parceria com médicos para que mulheres grávidas possam saber a condição dos seus filhos e prevenir a morte por razões cardíacas.                                                                           | [ 6 ] |
| INDEX Awards 2009 | Casa            | Stefano Marzano | “Chulla”                                                                             | | [ 6 ] |
| INDEX Awards 2009 | Diversão/Lúdico | Christien Meindertsma | “PIG 05049”                                                                          | | [ 6 ] |
| INDEX Awards 2009 | Comunidade      | Shai Agassi | “Better Place”                                                                       | investigação e realização de uma infra-estrutura de veículos eléctricos para tornar o transporte elétrico conveniente e acessível. | [ 6 ] |
| INDEX Awards 2009 | Trabalho        | website “Kiva” | criação de uma rede de empréstimos baixos criando micro-financiadores e financiados. | | [ 6 ] |
| INDEX Awards 2009 | People’s Choice | Jean Madden | "Street Swags"                                                                       | uma cama e um saco concebido para proporcionar mais conforto, calor e proteção contra o tempo para as pessoas que vivem na rua. |       |
| INDEX Awards 2011 | Corpo           | Yves Béhar | “"See Better to Learn Better (VerBien)"”                                             | óculos gratuitos para milhares de crianças. |       |
| INDEX Awards 2011 | Casa            | Alejandro Aravena, Fernando García-Huidobro & Gonzalo Arteaga | "ELEMENTAL Monterrey"                                                                | inovadora habitação social |       |
| INDEX Awards 2011 | Diversão/Lúdico | Anna Haupt & Terese Alstin | "Hövding"                                                                            | Capacete invisível. O princípio é o mesmo dos airbags dos carros, só abre em caso de impacto. Ele é equipado com um sensor de movimento que detecta qualquer mudança brusca de velocidade ou direção, e, ao abrir, protege a cabeça e o pescoço do ciclista. |       |
| INDEX Awards 2011 | Comunidade      | Prefeitura de Seoul | "Design Seoul"                                                                       | primeira abordagem coerente de design baseada em melhorar a vida dos cidadãos de uma cidade muito grande. |       |
| INDEX Awards 2011 | Trabalho        | Kiran Bir Sethi & Pranay Desai | "Design for Change",                                                                 | um movimento global concebido para dar às crianças a oportunidade de expressar suas próprias idéias para um mundo melhor e colocá-los em ação. |       |
| INDEX Awards 2011 | People’s Choice | Linus Liang, Naganand Murty, Rahul Panicker & Jane Chen | "Embrace Infant Warmer"                                                              | regulação termal infantil regulação para crianças nascidas prematuras e/ou com baixo peso. |       |